# NGC 74
NGC 74 je spirální galaxie v souhvězdí Andromedy. Její zdánlivá jasnost je 15,3m a úhlová velikost 0,8′ × 0,3′. Je od Země vzdálená 325 milionů světelných let, průměr má 65 000 světelných let. Na obloze leží několik úhlových minut od skupiny galaxií  VV 166, s galaxií NGC 70, od Země vzdálené zhruba 350 milion světelných let, a pravděpodobně přináleží k této skupině.
Galaxii NGC 74 objevil 7. října 1855 R. J. Mitchell, asistent Williama Parsonse, reflektorem o průměru 72 palců, což je 183 cm.

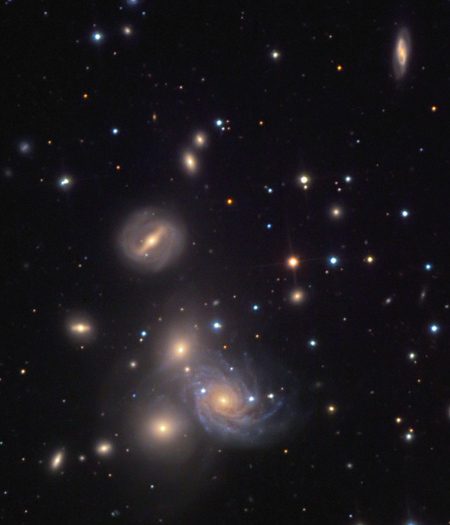
Skupina NGC 70 na snímku pořízeném 24 palcovým dalekohledem. NGC 74 vpravo nahoře.